# Thirunindravur
Thirunindravur es una ciudad y nagar Panchayat situada en el distrito de Tiruvallur en el estado de Tamil Nadu (India). Su población es de 37095 habitantes (2011). Se encuentra a 15 km de Tiruvallur y a 27 km de Chennai.

## Demografía
Según el censo de 2011 la población de Thirunindravur era de 37095 habitantes, de los cuales 18400 eran hombres y 18695 eran mujeres. Thirunindravur tiene una tasa media de alfabetización del 92,96%, superior a la media estatal del 80,09%: la alfabetización masculina es del 95,97%, y la alfabetización femenina del 88,61%.